# Christoph Karl von Bülow
Christoph Carl von Bülow (Glubenstein bij Rastenburg in Oost-Pruisen 26 mei 1716 - Pasewalk 1 juli 1788) was een koninklijk Pruisisch generaal der cavalerie. Hij was commandeur van het regiment dragonders, markgraaf van Ansbach-Bayreuth en inspecteur-generaal van de Pruisische cavalerie, ridder in de Orde van de Zwarte Adelaar en gezagvoerder van de districten rond Memel en Oletzkow.
Als zoon van generaal Daniel Levin von Bülow (1677-1758) en Dorothea Margarethe von Schlubhut (1691-1742) lag een loopbaan in het leger voor de hand. Zijn oudere broer Johann Albrecht von Bülow bracht het tot generaal bij de infanterie.

## Leven
De jonge aristocraat Christoph Karl von Bülow nam zoals dat voor jonge Pruisische edellieden gebruikelijk was dienst in het leger. In 1731 werd hij rekruut in het Dragoner-Regiment Nr. 6 in Cosel en in 1734 werd hij vaandrig. Hij nam in 1734 en 1735 deel aan veldtochten aan de Rijn.
In de Eerste Silezische Oorlog vocht hij in april 1742 tegen de Oostenrijkers bij Austerlitz en in 1745 in de beroemd geworden Slag bij Hohenfriedberg. Daar won hij de Orde Pour le Mérite voor zijn moed in het gevecht. In 1747 werd hij ritmeester van het Kürassier-Regiment Nr. 10. Vanaf die dag verliep zijn loopbaan voorspoedig, hij werd geregeld bevorderd, in 1756 tot majoor, in 1757 tot luitenant-kolonel, in 1758 tot tweede commandeur van het Dragoner-Regiments Nr. 5 in Bayreuth. In 1759 werd hij kolonel en na de Slag bij Torgau in 1760 volgde de benoeming tot generaal-majoor. In het officierspatent van 10 november 1760 werd hem het commandeurschap over het Dragoner-Regiment Nr. 5 geschonken met daarbij alle voorrechten en verdiensten van een regimentschef, een titel vergelijkbaar met die van erekolonel in Nederland.
In 1760 kreeg Christoph Karl von Bülow ook een bestuurlijke taak, hij werd amtshauptmann, hoogste gezagvoerder van een district, in Memel. 
In 1763 benoemde Frederik de Grote hem tot inspecteur-generaal van de regimenten dragonders en huzaren. In 1769 kreeg hij een extra toelage van 500 thaler die vervangen werd door de inkomsten als drost van Wetter. Pruisens financiën waren nog op feodale wijze georganiseerd.
Op 25 mei 1771 werd Christoph Karl von Bülow bevorderd tot luitenant-generaal. In december 1772 verleende de koning hem de Orde van de Zwarte Adelaar en de Ie Klasse van de Orde van de Rode Adelaar. Hij werd op 15 mei 1773 ook amtshauptmann in Oletzkow.
In 1778 had hij het bevel over alle cavalerie op de rechtervleugel van het leger van de koning, een bijzondere vertrouwenspositie. Koning Friedrich Wilhelm II benoemde hem op 23 mei 1787 tot generaal der cavalerie. In 1784 werd hij tot domproost van de (evangelische) proosdij  Havelberg benoemd; dat was een lucratieve sinecure die door von Bülow snel weer werd doorverkocht.
In de Zevenjarige Oorlog vocht hij bij Lobositz, Roßbach, Leuthen, Hochkirch, Torgau en Reichenbach. Opvallend was dat geen van de 74 officieren van zijn regiment gehuwd was. Hij onderscheidde zich in ieder van deze gevechten door zijn moed maar het gevecht bij Torgau waar hij met vijf eskadrons dragonders de goed opgestelde infanterie in de flank aanviel en drie van deze regimenten met hun bevelhebbers gevangen nam was zijn meest opvallende succes. Hij veroverde die dag ook drie vijandelijke vaandels wat in die dagen zwaar telde.
Christoph Karl von Bülow stierf op 1 juli 1788 in Pasewalk aan geelzucht en een galkoliek.

## Militaire loopbaan
- Rekruut: 1731
- Fahnrich: 1734[1]
- Leutnant:
- Oberleutnant:
- Rittmeister: 1747[1]
- Major: 1756[1]
- Oberstleutnant: 1757[1]
- Oberst: 1759[2]
- Generalmajor: 1760
- Generalleutnant: 25 mei 1771[1][2]
- General der Kavalerie: 23 mei 1787

## Onderscheidingen
- Pour le Mérite in 1745
- Orde van de Zwarte Adelaar op december 1772[2]
- Orde van de Rode Adelaar, Ie Klasse op december 1772
- Kruis van Verdienste[2]